# بيير فيسون
بيير فيسون (بالفرنسية: Pierre Fisson)‏ ولد عام 1918 بتفليس جورجيا، وهو كاتب فرنسي. حصل على جائزة رينودو الأدبية عام 1948.